# Somatina triocellata
Problepsis triocellata là một loài bướm đêm trong họ Geometridae.